# Dragonera nana
Dragonera nana är en fjärilsart som beskrevs av Swinhoe 1889. Dragonera nana ingår i släktet Dragonera och familjen tandspinnare. Inga underarter finns listade i Catalogue of Life.